# Hymenophyllum tayloriae
Hymenophyllum tayloriae là một loài dương xỉ trong họ Hymenophyllaceae. Loài này được Farrar & Raine mô tả khoa học đầu tiên năm 1991.